# Редешень (комуна)
Редешень, Редешені (рум. Rădășeni) — комуна у повіті Сучава в Румунії. До складу комуни входять такі села (дані про населення за 2002 рік):
- Лемешень (1366 осіб)
- Поколень (222 особи)
- Редешень (2826 осіб) — адміністративний центр комуни

Комуна розташована на відстані 337 км на північ від Бухареста, 20 км на південь від Сучави, 106 км на захід від Ясс.

## Населення
За даними перепису населення 2002 року у комуні проживали 4414 осіб. Усі жителі комуни рідною мовою назвали румунську.
Національний склад населення комуни:
| Національність | Кількість осіб | Відсоток |
| -------------- | -------------- | -------- |
| румуни         | 4412           | > 99,9%  |
| угорці         | 1              | < 0,1%   |
| чехи           | 1              | < 0,1%   |

Склад населення комуни за віросповіданням:
| Релігія       | Кількість осіб | Відсоток |
| ------------- | -------------- | -------- |
| православні   | 3668           | 83,1%    |
| адвентисти    | 7              | 0,2%     |
| баптисти      | 4              | 0,1%     |
| римо-католики | 1              | < 0,1%   |
| п'ятдесятники | 1              | < 0,1%   |